# Milad Mohammadi
Milad Mohammadi Keshmarzi (persisch میلاد محمدی کشمرزی; * 29. September 1993 in Teheran) ist ein iranischer Fußballspieler, der seit September 2021 beim griechischen Verein AEK Athen unter Vertrag steht. Der linke Außenverteidiger ist seit Juni 2015 iranischer Nationalspieler.

## Karriere

### Verein
Milad Mohammadi wurde im Süden Teherans geboren und wuchs dort zusammen mit seinem Zwillingsbruder Mehrdad als Sohn von Eltern aus Qazvin auf. Milad spielte in den Jugendmannschaften des FC Persepolis, von Damash Teheran und von Niroye Zamini. Im Sommer 2014 schloss er sich zusammen mit Mehrdad dem Erstligisten Rah Ahan an, wo er mit einem Fünfjahresvertrag ausgestattet wurde. Sein Debüt in der höchsten iranischen Spielklasse bestritt er am 31. Juli 2014 (1. Spieltag) bei der 1:2-Heimniederlage gegen Esteghlal Teheran, als er in der 66. Spielminute für Bahador Abdi eingewechselt wurde. Er etablierte sich rasch als wichtiger Stammspieler in der linken Außenverteidigung und beendete die Spielzeit 2014/15 mit 27 Ligaeinsätzen.
Im Juli 2015 absolvierte er eine Probetraining beim SK Sturm Graz in Österreich, bei dem er unter anderem auch in einem Testspiel gegen Terek Grosny auf dem Platz stand. Trotz dem Interesse europäischer Vereine verblieb Mohammadi vorerst bei Rah Ahan und ging mit dem Verein aus der iranischen Hauptstadt in die Spielzeit 2015/16, in der er bis zu seinem Wechsel 17 Ligaspiele bestritt.
Am 6. Februar 2016 wechselte Mohammadi zum russischen Erstligisten Terek Grosny, wo er einen Dreieinhalbjahresvertrag unterzeichnete. Sein Debüt gab er am 2. April 2016 beim 3:2-Heimsieg gegen Anschi Machatschkala, als er in der 71. Spielminute für Luke Wilkshire eingetauscht wurde. Im weiteren Verlauf der Saison 2015/16 kam er in zwei weiteren Ligaspielen zum Einsatz. In der nächsten Spielzeit 2016/17 drang er in die Startformation vor. Am 29. April 2017 (26. Spieltag) erzielte er beim 5:2-Heimsieg gegen Ural Jekaterinburg sein erstes Ligator im Trikot der Wölfe. Ihm gelangen in dieser Saison in 24 Ligaeinsätzen zwei Treffer und vier Assists. In der nächsten Spielzeit 2017/18 absolvierte er 23 Ligaspiele, in denen er ein Tor auflegte. Ein eigener Treffer glückte ihm erst wieder in der Saison 2018/18, in der er ein Mal in 28 Ligaeinsätzen anschreiben konnte. Am 27. Mai 2019 bestätigte Achmat Grosny – Der Verein hatte sich 2017 umbenannt – den ablösefreien Abgang Mohammadis nach dessen Vertragsende.
Am 18. Juli 2019 schloss Mohammadi dem belgischen Erstligisten KAA Gent an, wo er für drei Jahre anheuerte. Sein Debüt bestritt er am 25. Juli 2019 beim 6:3-Heimsieg gegen den FC Viitorul Constanța in der Qualifikation zur UEFA Europa League. Nachdem er zunächst nicht regelmäßig gespielt hatte, konnte er sich zum Jahreswechsel endgültig in der Startformation festsetzen. Am 25. Januar 2020 (23. Spieltag) erzielte er beim überzeugenden 4:1-Heimsieg gegen den KRC Genk sein erstes Ligator. In dieser Saison 2019/20, die wegen der COVID-19-Pandemie abgebrochen wurde, kam er in 18 von 29 möglichen Ligaspielen zum Einsatz, in denen er ein Tor und zwei Vorlagen sammelte.
In der Folgesaison bestritt er 32 von 40 möglichen Ligaspiele für Gent mit wiederum einem Tor sowie drei Pokal- und sechs Europapokal-Spiele einschließlich Qualifikation. In der neuen Saison 2021/22 wurde er zunächst nicht eingesetzt. Ende August 2021 einigte er sich mit Gent über eine Vertragsauflösung.
Mitte September 2021 unterschrieb Mohammadi einen Vertrag mit einer Laufzeit bis zum Ende der Saison 2022/23 beim griechischen Verein AEK Athen.

### Nationalmannschaft
Am 11. Juni 2015 debütierte Milad Mohammadi beim 1:0-Testspielsieg gegen Usbekistan für die iranische Nationalmannschaft. Im Juni 2018 nahm er mit dem Team Melli an der Weltmeisterschaft in Russland teil. Bei der 0:1-Niederlage gegen Spanien im zweiten Gruppenspiel wurde er erstmals eingewechselt und erweckte mit einem fehlgeschlagenen Salto-Einwurfversuch in der 93. Spielminute kurzweilige Berühmtheit. Auch beim 1:1-Unentschieden gegen Portugal wurde er eingetauscht. Im Januar 2019 war er im iranischen Kader für die Asienmeisterschaft in den Vereinigten Arabischen Emiraten teil, wo er in vier Spielen zum Einsatz kam und mit der Mannschaft im Halbfinale gegen Japan ausschied.